# Брачно консултиране
Брачното консултиране е психологическа помощ, оказвана на брачни двойки с цел да се подобрят семейните взаимоотношения. Създадена в англосаксонските страни, брачната консултация се развива във Франция в началото на шейсетте години с основаването на Френската асоциация на центровете за брачна консултация. Към брачните консултанти се обръщат мъже (33%), жени и семейни двойки, за да разкажат за своите неприятности и потърсят решение на проблемите си. Най-често става дума за разногласие между съпрузите, дължащо се на различия във възгледите относно възпитанието на децата или работата на жената извън семейството, на трудности в междуличностното общуване, на нарушена сексуалност, на непознаване на желанията и потребностите на другия, на безработица и така нататък. Брачните консултанти избягват да дават съвети. Тяхната роля е да подтикнат съветващите се до тях да анализират без излишни страсти положението си. Евентуално, когато се намират пред много объркани хора, те ги насочват към медикопсихологическа консултация или към специалист по психични болести. Брачните консултанти имат за задача да се занимават със сексуалното възпитание на децата и юношите по искане на частни или държавни учебни заведения.